# Chiconi
Chiconi ist eine französische Gemeinde mit 23.129 Einwohnern (Stand 14. Dezember 2017) im Überseegebiet Mayotte.

## Geografie
Die Gemeinde Chiconi liegt am westlichen Ufer der Hauptinsel Mayottes. Neben dem Hauptort Chiconi bildet das Dorf Sohoa die Gemeinde.

## Geschichte
Die Gemeinde wurde Mitte des 19. Jahrhunderts aus Siedlungen von Bauern und Fischern gegründet.

## Bevölkerungsentwicklung
| Jahr      | 1997  | 2002  | 2007  | 2012  |
| --------- | ----- | ----- | ----- | ----- |
| Einwohner | 6.050 | 6.167 | 6.412 | 7.048 |